# Națiunea română (revistă)
Națiunea Română a fost o publicație care a apărut la Cluj în anul 1935, cu subtitlul Cotidian politic, economic și social (până în 1938). 
Redactor responsabil a fost Ioan Petrucă.  Fondatorii ziarului precizau că acesta „va încuraja elementele valoroase, cari se disting prin opere pozitive în domeniul propășirii țării și a neamului”. În primul număr a apărut articolul Cuvinte de îndrumare semnat de I. C. Brătianu, iar în ianuarie 1938 Carol al II-lea a publicat Cuvintele de Anul Nou ale M.S. Regelui către armată și străjeri. 
De la nr. 4 din 5 ianuarie 1935, pagina a 2-a era rezervată pentru „Artă-Literatură“ iar de la nr. 19 din 26 ianuarie 1936 pagina s-a intitulat „Picături de cerneală“, fiind condusă de Horia Stanca și C. S. Anderco.
Revista a mai colaborat cu Justin Ilieșu, Radu Stanca, Gheorghe Stoica, Ion Minulescu, Valeriu Roman și alții. Eugen Nicoară și Vasile Netea au scris un articol despre Gheorghe Șincai, iar în mai multe numere au apărut materiale din News-Letter, semnate de MacDonald.